# Uapití
El uapití (Cervus canadensis) és un mamífer artiodàctil de la família dels cèrvids. Es tracta d'una de les espècies més grosses d'aquest grup i un dels mamífers terrestres més grossos de Nord-amèrica, l'Àsia central i l'est d'Àsia. De la seva família, només l'ant, Alces alces, és més gran, i el sambar (Cervus unicolor) pot comparar-se amb C. canadensis en mida. Els uapitís són gairebé idèntics al cérvol comú d'Europa, del qual es pensà que era una subespècie durant molt de temps; tanmateix, proves d'ADN mitocondrial del 2004 suggereixen clarament que són espècies diferents.
Els uapitís viuen als boscos i el seu entorn, on s'alimenten d'herbes, plantes, fulles i escorça. Tot i ser originaris de Nord-amèrica i l'est d'Àsia, s'han adaptat bé als països on han estat introduïts, incloent-hi Nova Zelanda, Austràlia i l'Argentina. La seva gran adaptabilitat pot amenaçar les espècies endèmiques i els ecosistemes en què se'ls ha introduït.
Els mascles tenen banyes grans que muden cada any. Els mascles adopten comportaments ritualitzats d'aparellament durant l'estre, incloent-hi postures, combats amb les banyes (espàrring) i «sons de corneta», una sèrie de vocalitzacions fortes que estableixen dominància sobre els altres mascles i atreu les femelles.
Els uapitís són vulnerables a una varietat de malalties infeccioses, algunes de les quals es poden transmetre al bestiar. Els esforços per eliminar malalties infeccioses de les poblacions de uapitís, principalment per mitjà de vacunacions, han tingut diferents graus d'èxit.
Algunes cultures reverencien el uapití com a força espiritual. En parts d'Àsia, se'n fan servir les banyes i el vellut per la medicina tradicional. El uapití és objecte de caça; la seva carn és més magra i rica en proteïna que la carn de bou o pollastre.

## Nom i etimologia
El nom «uapití» deriva del mot shawnee waapiti, que significa ‘gropa blanca’. El uapití és conegut com a maral a Àsia, tot i que això és degut a una confusió amb el cérvol comú de l'Europa Oriental (Cervus elaphus maral), que és una subespècie del cérvol comú. Hi ha una subespècie de uapití a Mongòlia anomenada maral de l'Altai (Cervus canadensis sibiricus), que també és conegut amb noms com ara «uapití de Sibèria».

## Taxonomia

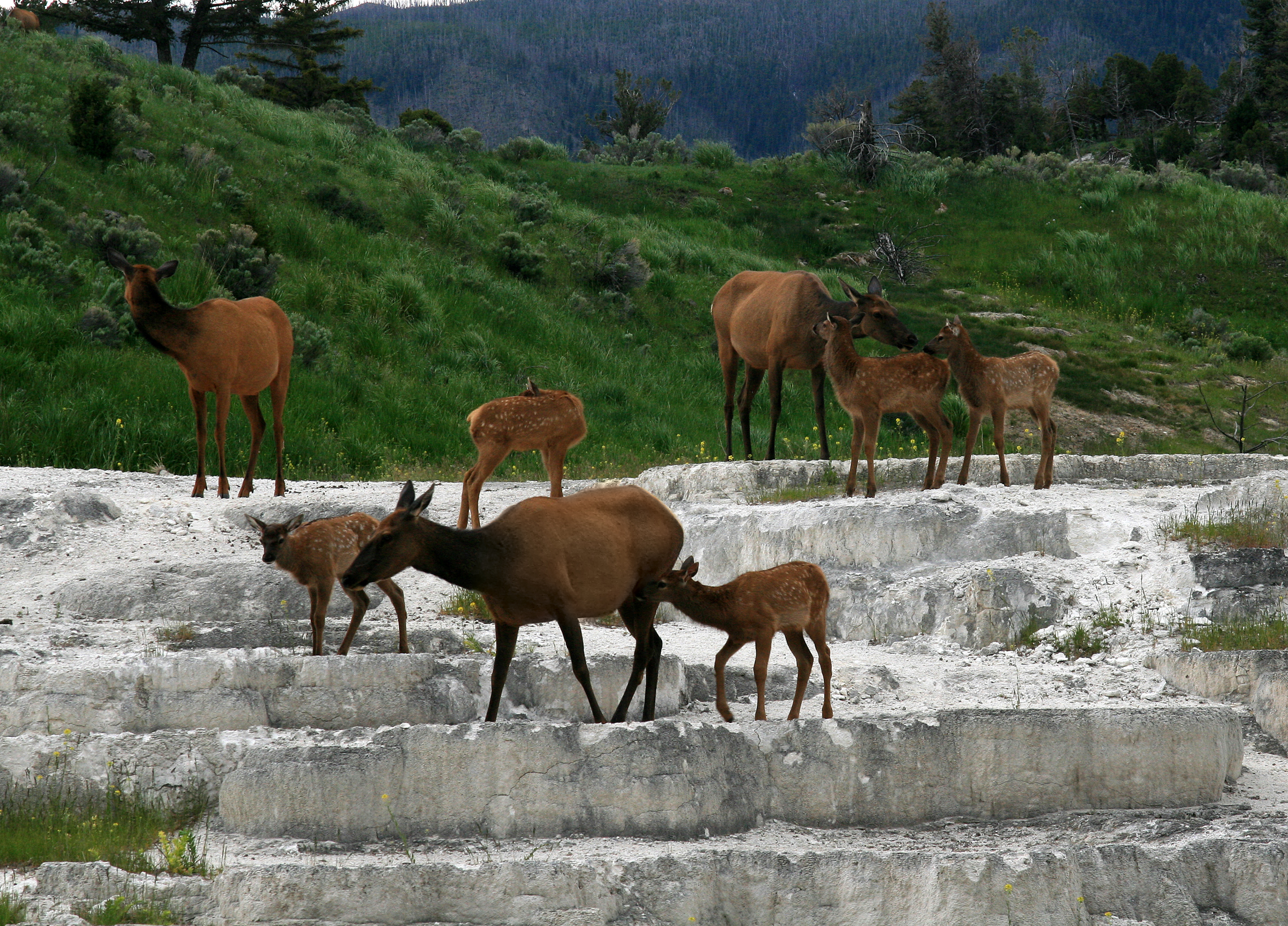
Uapití a la terrassa Opal de Mammoth Hot Springs (Parc Nacional de Yellowstone)

Els avantpassats del uapití del gènere Cervus apareixen en el registre fòssil fa 12 milions d'anys, durant el Pliocè d'Euràsia, però no apareixen en el registre fòssil nord-americà fins més tard, quan travessaren el pont terrestre de Bering durant les glaciacions del Plistocè. L'extint Megaloceros no formava part del gènere Cervus, sinó que era el membre més gran de la família dels cèrvids) conegut pel registre fòssil.
Fins al 2004 es considerà que el cérvol comú i el uapití eren una mateixa espècie, Cervus elaphus, basant-se en híbrids fèrtils que han nascut en captivitat. Anàlisis d'ADN mitocondrial recents, dutes a terme sobre centenars de mostres de subespècies de cérvol comú i uapití, així com altres espècies de Cervus, indiquen clarament que els uapitís formen una espècie diferent, C. canadensis. La classificació anterior tenia més d'una dotzena de subespècies dins de l'espècie C. elaphus; les proves d'ADN conclouen que els uapitís són més propers al cérvol de Thorold i fins i tot al sika que al cérvol comú. Tot i que els uapitís i els cérvols comuns poden engendrar descendència fèrtil en captivitat, l'aïllament geogràfic entre ambdues espècies en llibertat i les diferències en el comportament d'aparellament indiquen que la reproducció entre elles fora d'un medi controlat seria improbable. Tanmateix, les dues espècies s'han entrecreuat al Parc Nacional de Fiordland a Nova Zelanda, on els híbrids pràcticament han eliminat la sang pura de uapití de la regió.

### Subespècies
S'han descrit nombroses subespècies de uapití: sis de Nord-amèrica i quatre d'Àsia, tot i que alguns taxonomistes les consideren diferents ecotipus o races de la mateixa espècie (adaptats a medis locals gràcies a canvis menors d'aspecte i comportament). Les poblacions varien respecte a la mida i forma de les banyes, la mida del cos, la coloració i el comportament reproductiu. Estudis de l'ADN de les subespècies asiàtiques revelaren que les variacions fenotípiques en el desenvolupament de les banyes, la crinera i el desenvolupament de la taca de la gropa es basen en «factors d'estil de vida relacionats amb el clima».

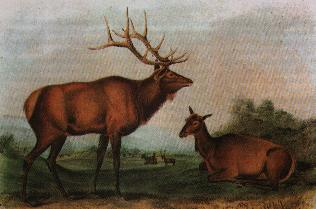
El uapití oriental d'Audubon, actualment extint

De les sis subespècies de uapití que se sap que visqueren a Nord-amèrica en temps històrics, en queden quatre, incloent-hi els uapitís de Roosevelt (C. c. roosevelti), de Tule (C. c. nannodes), de Manitoba (C. c. manitobensis) i de les Muntanyes Rocoses (C. c. nelsoni). El uapití oriental (C. c. canadensis) i el uapití de Merriam (C. c. merriami) porten com a mínim un segle extints.
Almenys en part, la classificació dels quatre grups nord-americans supervivents en subespècies es manté per motius polítics, per tal de possibilitar mesures de conservació i protecció per cadascuna de les poblacions supervivents.
Les quatre subespècies descrites a Àsia inclouen el uapití de l'Altai (C. c. sibiricus) i el uapití de Tian Shan (C. c. songaricus). Dues subespècies distintes de la Xina i Corea són el uapití de Manxúria (C. c. xanthopygus) i el uapití d'Alashan (C. c. alashanicus). El uapití de Manxúria té un color més fosc i vermellós que la resta de poblacions. El uapití d'Alashan de la Xina nord-central és la subespècie més petita, la que té un color més clar i la menys estudiada. Valerius Geist, que ha escrit sobre les diferents espècies de cèrvid del món, sosté que només existeixen tres subespècies de uapití. Geist manté els uapitís de Manxúria i d'Alashan, però classifica tots els altres uapitís dins de C. c. canadensis.

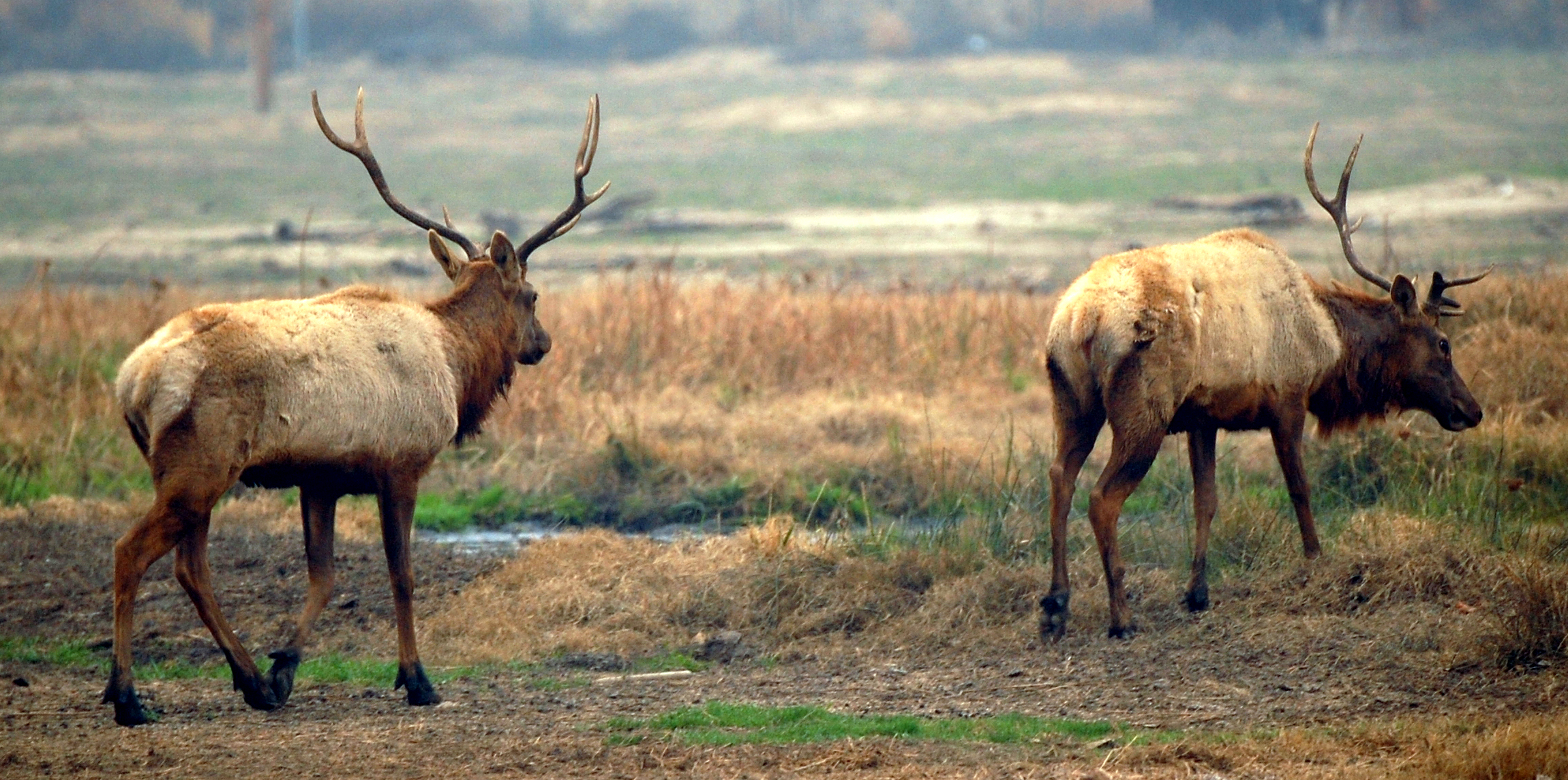
Uapití de Tule en una reserva de l'estat de Califòrnia prop de Tupman

Estudis d'ADN recents suggereixen que no hi ha més de tres o quatre subespècies de uapití. Totes les formes americanes semblen pertànyer a una mateixa subespècie (Cervus canadensis canadensis). Fins i tot el uapití de Sibèria (Cervus canadensis sibiricus) és més o menys idèntic a les formes americanes i, per tant, és possible que també pertanyi a aquesta subespècie. En canvi, el uapití de Manxúria (Cervus canadensis xanthopygus) és clarament distint de les formes siberianes, però no és distingible del uapití d'Alasha. Les formes xineses, el cérvol de MacNeill, el cérvol comú de Kansu i el cérvol comú del Tibet també pertanyen als uapitís, i són indistingibles l'una de l'altra per mitjà d'estudis d'ADN mitocondrial.
El uapití és un animal gros de l'ordre ungulat dels artiodàctils, amb un nombre parell de dits a cada pota, de manera similar als camells, les cabres i els bovins. És una espècie de remugant, amb un estómac de quatre cambres, que s'alimenta d'herbes, plantes, fulles i escorça. A l'estiu, els uapitís mengen gairebé tota l'estona, consumint entre 4 i 7 kg al dia.

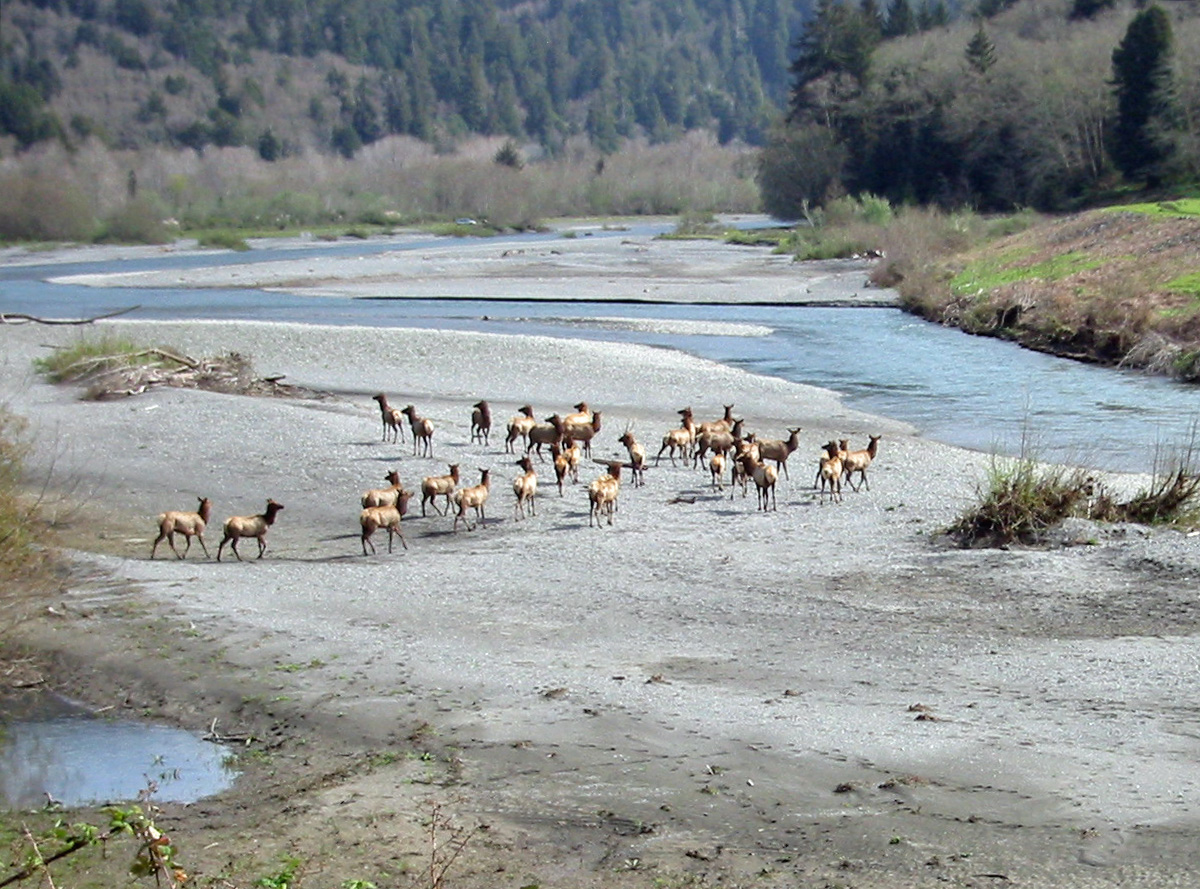
Ramat de uapitís de Roosevelt als Parcs Nacionals i Estatals de Redwood (Califòrnia)

Els uapitís pesen més del doble que els cérvols muls i tenen un to més vermellós al color del pèl, així com taques a la gropa grans i de color buff, així com cues més petites. Els ants són més grans i foscos que els uapitís, els mascles tenen banyes clarament diferent i els ants no viuen en ramats. Les femelles de uapití pesen una mitjana de 225 kg, mesuren 1,3 m d'alçada a l'espatlla, i fan 2 m des del nas fins a la cua. En estat adult, els mascles són un 25% més que les femelles, amb un pes mitjà de 320 kg, una alçada d'1,5 m (5 ft) a l'espatlla i una llargada mitjana de 2,5 m. La subespècie més grossa és el uapití de Roosevelt, que viu a l'oest de la serralada de les Cascades als estats estatunidencs de Califòrnia, Oregon i Washington, així com la província canadenca de la Colúmbia Britànica. Els uapitís de Roosevelt han estat reintroduïts a Alaska, on s'estima que els mascles més grans pesen fins a 600 kg.
Només els mascles tenen banyes, que comencen à créixer a la primavera i cauen a l'hivern. Les banyes més grans poden mesurar fins a 1,2 m de llarg i pesar 18 kg. Les banyes estan fetes d'una mena d'os que pot créixer fins a 2,5 cm al dia. Quan estan a la fase de creixement actiu, les banyes estan cobertes i protegides per una capa tova de pell altament vascularitzada coneguda com a vellut. El vellut cau a l'estiu, quan les banyes han crescut del tot. Els mascles poden tenir vuit dents o més a cada banya; tanmateix, el nombre de dents no té res a veure amb l'edat o maduresa d'un individu donat. Els uapitís de Sibèria i Nord-amèrica tenen les banyes més grans, mentre que les més petites són les del uapití de Sibèria. El creixement i manteniment de les banyes estan regulats per la testosterona. Després de la temporada d'aparellament a final de tardor, la quantitat de feromones alliberades al medi durant l'estre cau, i per consegüent el nivell de testosterona dels mascles es redueix. Aquesta disminució de la testosterona fa que caiguin les banyes, normalment a principis de l'hivern.
A la tardor, els uapitís desenvolupen un pelatge més espès que contribueix a aïllar-los durant l'hivern. Els mascles, femelles i cries de uapitís de Sibèria i Nord-amèrica desenvolupen espesses crineres al coll; en canvi, les femelles i les cries de uapitís de Manxúria i Alaska no ho fan. A principis de l'estiu ja els ha caigut l'espès pelatge hivernal, i se sap que els uapitís es freguen contra arbres i altres objectes per treure's pèl de sobre. Tots els uapitís tenen taques petites a la gropa ben definides amb una cua curta. La coloració canvia segons l'estació i el tipus d'hàbitat: a l'hivern predomina una coloració grisa o més clara, i a l'estiu un pelatge més vermellós i fosc. Les subespècies que viuen en climes àrids tendeixen a tenir un pelatge més clar que les que viuen en boscos. La majoria tenen un pelatge clar groc-marró a taronja-marró que contrasta amb el pèl marró fosc que apareix al cap, coll i les potes durant l'estiu. Els uapitís de Manxúria i Alaska adaptats als boscos tenen un pelatge més fosc de color marró vermellós, amb menys contrast entre el pelatge del cos i la resta del cos durant els mesos estivals. Les cries neixen amb clapes, com és el cas de moltes espècies de cèrvids, i les perden a final d'estiu. Els uapitís de Manxúria adults poden conservar algunes clapes taronges a la part posterior del pelatge d'estiu fins que són més grans. Aquest caràcter també s'ha observat en els cérvols comuns europeus adaptats als boscos.

## Ecologia

### Distribució

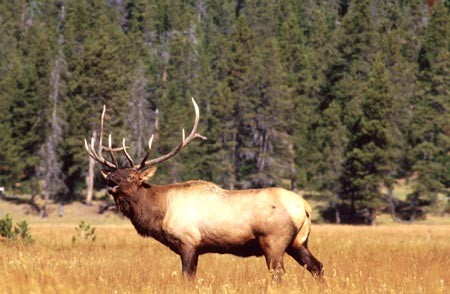
Uapití mascle fent sons de corneta durant l'estre

Les subespècies actuals descendeixen dels uapitís que antigament vivien a Beríngia, una regió d'estepa entre Àsia i Nord-amèrica que connectava ambdós continents durant el Plistocè. Beríngia fou una ruta de migració per moltes espècies de mamífers, incloent-hi els ossos bruns, els rens i els ants, a més dels humans. A l'acabament del Plistocè, el nivell del mar començà a augmentar, i els uapitís migraren cap al sud, a Àsia i Nord-amèrica. A Nord-amèrica s'adaptaren a tots els ecosistemes tret de la tundra, els deserts autèntics i la costa del Golf dels Estats Units. Antigament, els uapitís del sud de Sibèria i l'Àsia central estaven més estesos, però avui en dia estan restringits a les serralades a l'oest del llac Baikal, incloent-hi muntanyes Saian i Altai de Mongòlia i la regió de Tian Shan que voreja amb el Kirguizstan, el Kazakhstan i la província xinesa de Xinjiang. L'hàbitat del uapití de Sibèria a Alaska és semblant al de la subespècie de les muntanyes Rocoses a Nord-amèrica.
Dins el seu àmbit de distribució, viuen en boscos i hàbitats a la vora dels boscos, com altres espècies de cèrvids. A les regions muntanyoses sovint viuen a altituds superiors durant l'estiu i baixen muntanya avall a l'hivern. Els uapitís, molt adaptables, també viuen a semideserts de Nord-amèrica, com ara la Gran Conca. Els uapitís de Manxúria i Alashan són principalment silvícoles, i és probable que les seves banyes més petites siguin una adaptació a aquest medi.

### Introducció

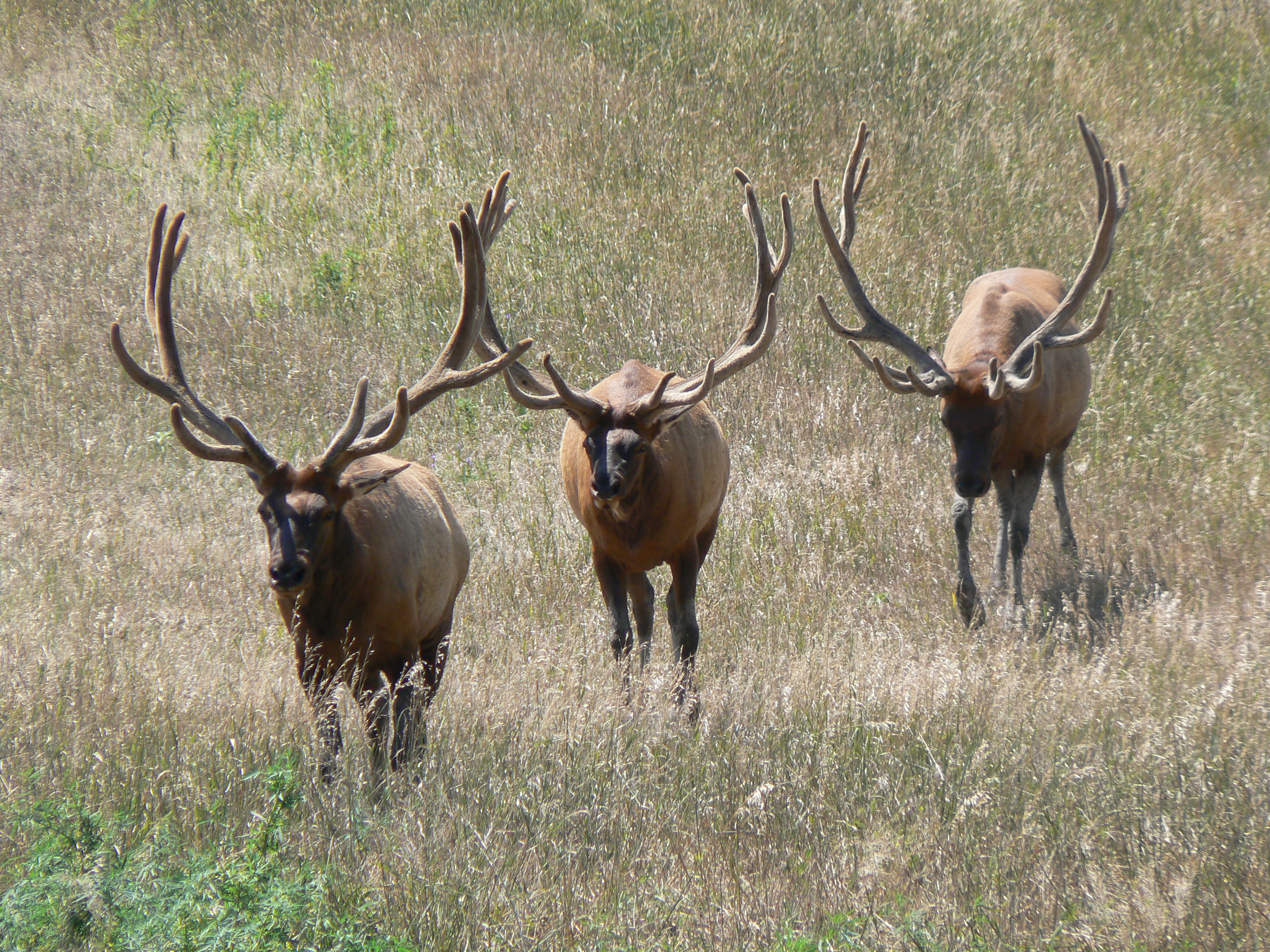
Uapitís mascle en captivitat a Nebraska. Aquests uapitís, provinents de ramats de les muntanyes Rocoses, tenen un comportament diferent pel fet de trobar-se en captivitat, sota una menor pressió selectiva.

La subespècie de uapití de les muntanyes Rocoses ha estat reintroduïda per organitzacions de caça i conservació a la regió d'Apalàtxia, a l'est dels Estats Units, on antigament vivia l'actualment extint uapití oriental. Després de la reintroducció de uapitís als estats de Kentucky, Carolina del Nord i Tennessee, migraren als estats veïns de Virgínia i Virgínia de l'Oest, on han establert poblacions permanents. Els uapitís també han estat introduïts a altres estats, com Pennsilvània, Michigan i Wisconsin. El 1989, les poblacions de uapití de les muntanyes Rocoses arribaven a 782.500 individus, mentre que la xifra total de uapitís nord-americans s'estimava a més d'un milió. S'estima que hi havia uns deu milions de uapitís en aquest continent abans de la colonització europea. Comptant els individus tant en captivitat com en llibertat, la població mundial de uapitís és d'aproximadament dos milions.
A fora del seu hàbitat natural, s'han introduït uapitís i altres espècies de cèrvids a àrees que anteriorment tenien pocs o cap gran ungulat nadiu. Foren portats a aquests països per caçar-los i criar-los per la seva carn, pell i vellut, però han demostrat ser molt adaptables i sovint han afectat negativament els ecosistemes locals. A principis del segle XX s'introduïren uapitís i cérvols comuns a l'Argentina i Xile. Actualment se'ls considera espècies invasores que s'instal·len als ecosistemes argentins, on competeixen per aliment amb l'espècie indígena del huemul meridional i altres herbívors. Aquest impacte negatiu sobre les espècies d'animals nadius ha dut la UICN a designar el uapití com un dels cent pitjors invasors del món. Els uapitís i els cérvols comuns també han estat introduïts a Irlanda i Austràlia.
La introducció de cèrvids a Nova Zelanda començà a mitjans del segle xix. Les poblacions actuals es componen majoritàriament de cérvols comuns, amb només un 15% de uapitís. Els uapitís han hibridat amb els cérvols comuns, més nombrosos, fins al punt que és possible que ja no quedin uapitís purs en llibertat a Nova Zelanda. Aquests cèrvids afecten negativament la regeneració forestal d'algunes espècies de plantes, ja que consumeixen les plantes que troben més apetitoses, que són substituïdes progressivament per les espècies que no els agraden tant. L'impacte a llarg termini provoca canvis en els tipus de plantes i arbres presents, així com en les espècies animals i vegetals que en depenen. Com a Xile i l'Argentina, la UICN ha declarat que les poblacions de cérvols comuns i uapitís de Nova Zelanda són espècies invasores. N'hi ha més de 250 individus en captivitat.

## Biologia

### Comportament

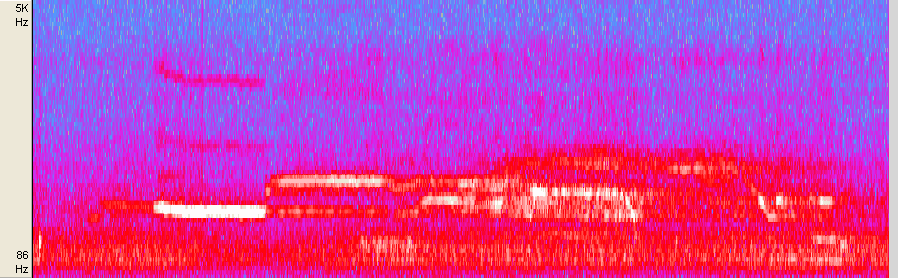
Espectrograma d'un uapití americà fent sons de corneta,
— Reprodueix l'àudio (format OGG, 25kB),
—
Reprodueix l'àudio (format wav).

Els uapitís adults solen romandre gran part de l'any en grups monogenèrics. Durant el període d'aparellament, conegut com a estre, els mascles adults competeixen per atreure les femelles i intenten defensar les femelles del seu harem. Els mascles rivals repten els seus oponents cridant i posant-se en paral·lel amb ells, caminant endavant i endarrere. Això permet als combatents potencials avaluar les banyes, la mida i la capacitat de lluitar del seu rival. Si no retrocedeix cap dels mascles, comencen a combatre amb les banyes, i a vegades acaben rebent ferides greus. Els mascles també excaven forats a terra per orinar-hi, i després s'hi rebolquen. L'orina n'amara el pèl i els dona una olor característica que atrau les femelles.
Durant l'estre, que dura des de l'agost fins a principis de l'hivern, els mascles dominants segueixen grups de femelles. Els mascles defensen el seu harem de vint femelles o més dels mascles rivals i depredadors. Els únics que tenen harems grans són els mascles madurs i el seu èxit reproductiu assoleix el zenit a l'edat d'uns vuit anys. És rar que els mascles d'entre dos i quatre anys o de més d'onze anys tinguin harems, i es passen gran part de l'estre a la perifèria dels harems més grans. Els mascles joves i vells que aconsegueixen formar un harem el tenen en un període més tardà de la temporada d'aparellament que els mascles que es troben al seu punt àlgid. Els mascles que tenen un harem s'alimenten poc i poden arribar a perdre fins a un 20% del pes corporal. Per tant, els mascles que arriben a l'estre en males condicions tenen menys probabilitats de resistir fins al període àlgid de concepció o de sobreviure al rigor del pròxim hivern.
Els mascles tenen vocalitzacions fortes conegudes com a sons de corneta, que es poden sentir a quilòmetres de distància. Els sons de corneta sovint estan associats a una adaptació a medis oberts com ara parcs, prats i sabanes, on els sons poden cobrir grans distàncies. Les femelles se senten atretes pels mascles que emeten aquests sons més sovint i més fort. Els mascles solen emetre aquests sons al principi i al final del dia, i es tracta d'un dels sons més distintius que es troben a la natura, igual que l'udol del llop gris.

### Reproducció i cicle vital

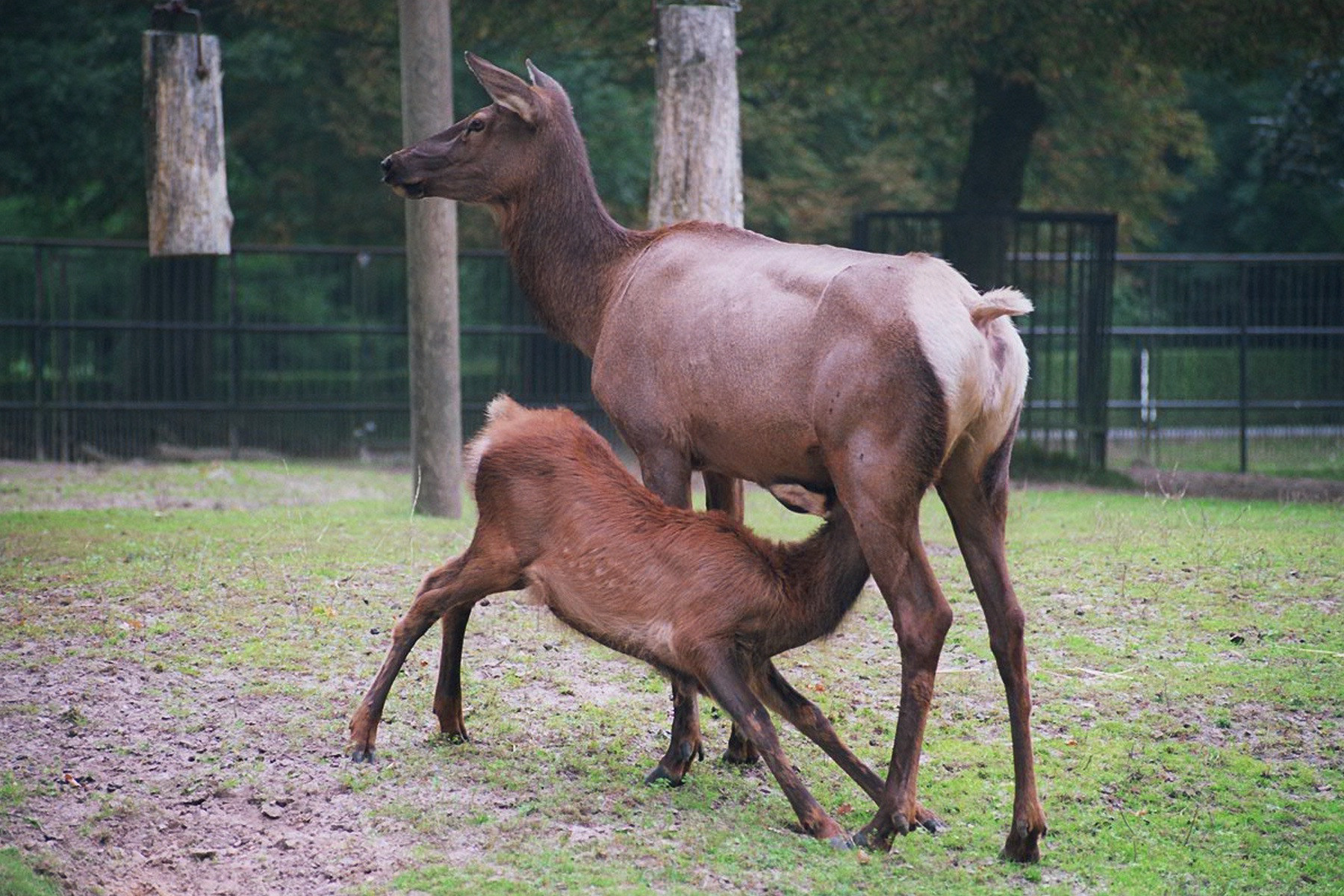
Femella cuidant de les cries

Les femelles de uapití tenen un cicle estral curt que només dura un o dos dies, i les copulacions sovint requereixen una dotzena d'intents o més. A la tardor del seu segon any, ja són capaces de tenir una o (molt rarament) dues cries, tot i que la reproducció és més habitual entre les femelles que pesen almenys 200 kg. El període de gestació és d'entre 240 i 262 dies, després dels quals neixen cries amb un pes de 15-16 kg. Quan els queda poc per donar a llum, les femelles tendeixen a aïllar-se del ramat principal, del qual romanen allunyades fins que la cria és prou gran per fugir dels depredadors. Les cries neixen amb clapes, com és habitual en moltes espècies de cèrvids, i les perden a la fi de l'estiu. Els uapitís de Manxúria poden conservar algunes clapes taronges a la part posterior del pelatge d'estiu fins que són més grans. Les cries ja poden unir-se al ramat després de dues setmanes i són deslletats a l'edat de dos mesos. A l'edat de sis mesos, les cries de uapití ja pesen tant com un cérvol de Virgínia adult. Les cries romanen amb la mare durant gairebé un any i l'abandonen més o menys quan neixen les cries de la temporada següent. El període de gestació dura el mateix en totes les subespècies.
Els uapitís viuen 20 anys o més en captivitat, però els individus en llibertat viuen una mitjana de 10-13 anys. Una mitjana de 15 anys en llibertat és possible en les subespècies menys exposades als depredadors.

### Protecció contra els depredadors
Els mascles conserven les banyes durant més de sis mesos a l'any. Quan porten banyes és menys probable que s'agrupin amb altres mascles. Les banyes són un dels seus mitjans de defensa, juntament amb els cops forts que poden donar ambdós sexes amb les potes anteriors si se'ls provoca. Quan els cauen les banyes, els mascles tendeixen a formar grups que els permeten col·laborar per foragitar els depredadors. Els ramats solen tenir un sentinella o més mentre els altres membres mengen i reposen.

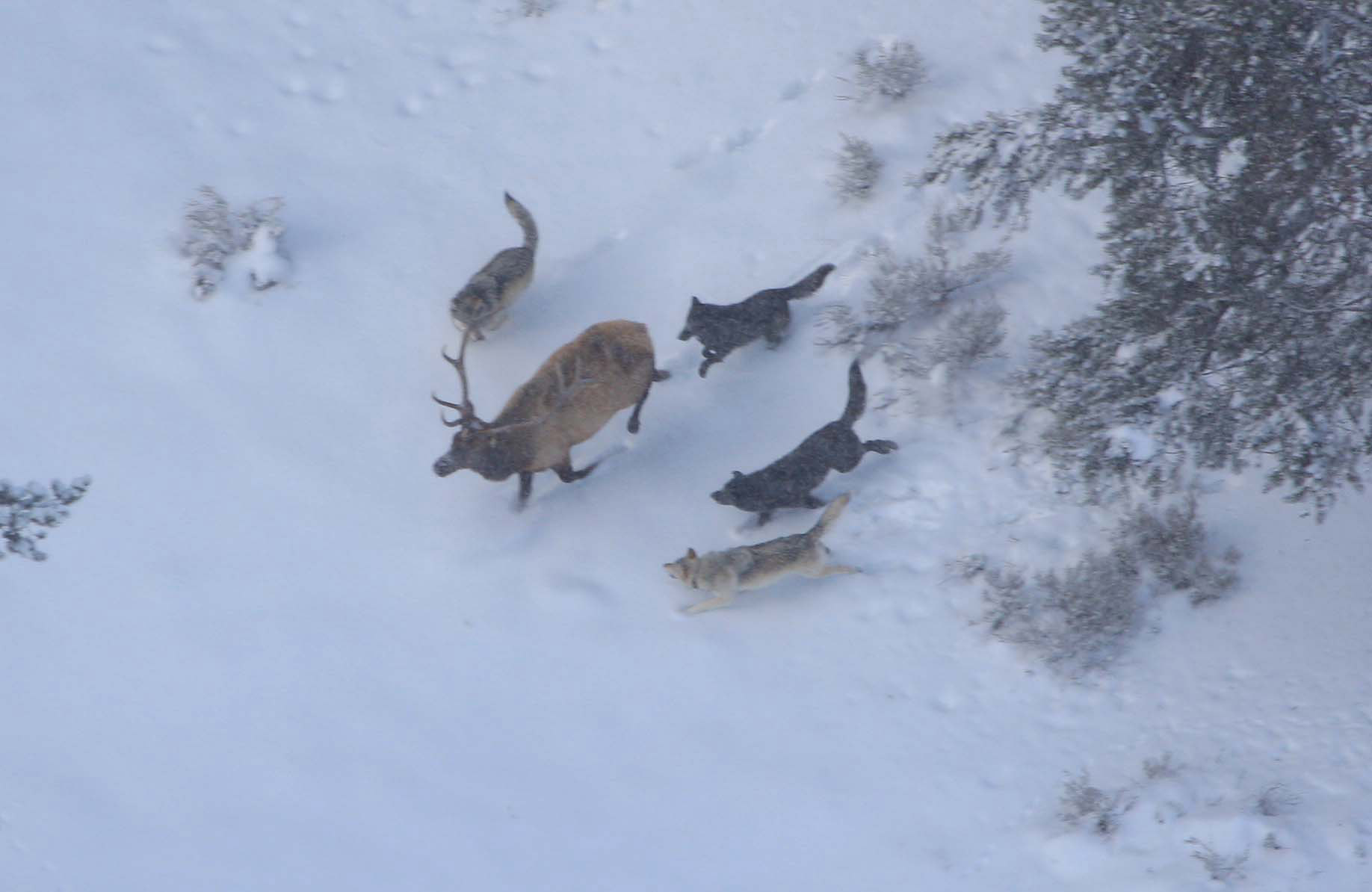
Els mascles solitaris són vulnerables als atacs dels llops.

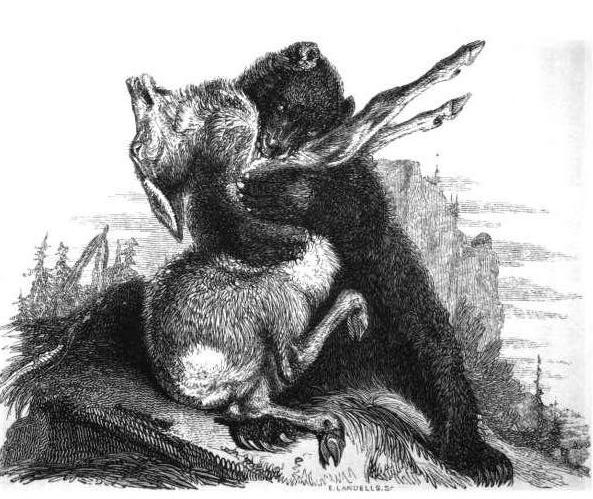
Il·lustració d'una femella morta per un ós negre americà, de The Natural History of Quadrupeds, escrita per Frederick Shoberl (1834)

Després de l'estre, les femelles formen grans ramats de fins a 50 individus. Les mares eviten que els nounats s'allunyin per mitjà d'una sèrie de vocalitzacions; als grans grups de mares i fills se sent una remor constant durant el dia. Si s'acosta un predador, les femelles més grans i robustes s'hi enfronten, utilitzant les potes del davant per colpejar els atacants. Els seus grunyits guturals i postures amenaçadores serveixen per desencoratjar qualsevol predador tret dels més determinats. Els depredadors més comuns són grups de llops i coiots, així com pumes solitaris, tot i que els ossos bruns i negres també cacen uapitís. Els grups de coiots ataquen principalment les cries, tot i que a vegades també són capaços d'abatre un adult que hagi quedat debilitat per la duresa de l'hivern. Els ossos són el principal predador de cries de uapití al Gran Ecosistema de Yellowstone que inclou el Parc Nacional de Yellowstone. A Àsia, els depredadors principals inclouen el llop, el cuó, l'os bru, el tigre siberià, el lleopard de l'Amur i la pantera de les neus. A vegades, el linx nòrdic i els senglars salvatges cacen cries de uapití asiàtic. Els tigres del llac Baikal s'han alimentat històricament de uapitís de Manxúria, cosa que continuen fent a la regió de l'Amur.

### Migracions
Com en moltes espècies de cèrvids, especialment les que viuen en regions muntanyoses, els uapitís migren a altituds més altes a la primavera a mesura que la neu es fon, i en el sentit contrari a la tardor. La pressió de la caça també n'afecta les migracions i els moviments. A l'hivern prefereixen àrees boscoses i valls arrecerades per protegir-se del vent i per la disponibilitat d'escorça comestible. Els uapitís de Roosevelt no solen migrar, car les seves fonts d'aliment varien menys d'una estació a l'altra.

### Dieta
Com remugants que són, els uapitís tenen l'estómac amb quatre cambres. A diferència dels cérvols de Virgínia i els rens, que són animals principalment brostejadors, els uapitís s'assemblen als bous pel fet de ser principalment pasturadors, però com els altres cèrvids també brostegen. Els uapitís mengen principalment al matí i el vespre. Fan la digestió reposant a zones arrecerades. La dieta varia una mica d'una estació a l'altra: mengen herba nadiua durant tot l'any, escorça a l'hivern i fòrbies i brots d'arbres durant l'estiu. Consumeixen una mitjana de 9 kg d'aliment al dia. Els uapitís tenen una preferència especial pels brots de trèmols que surten a la primavera i han tingut un efecte negatiu sobre els boscos d'aquests arbres, que jan minvat en algunes àrees on hi ha uapitís.

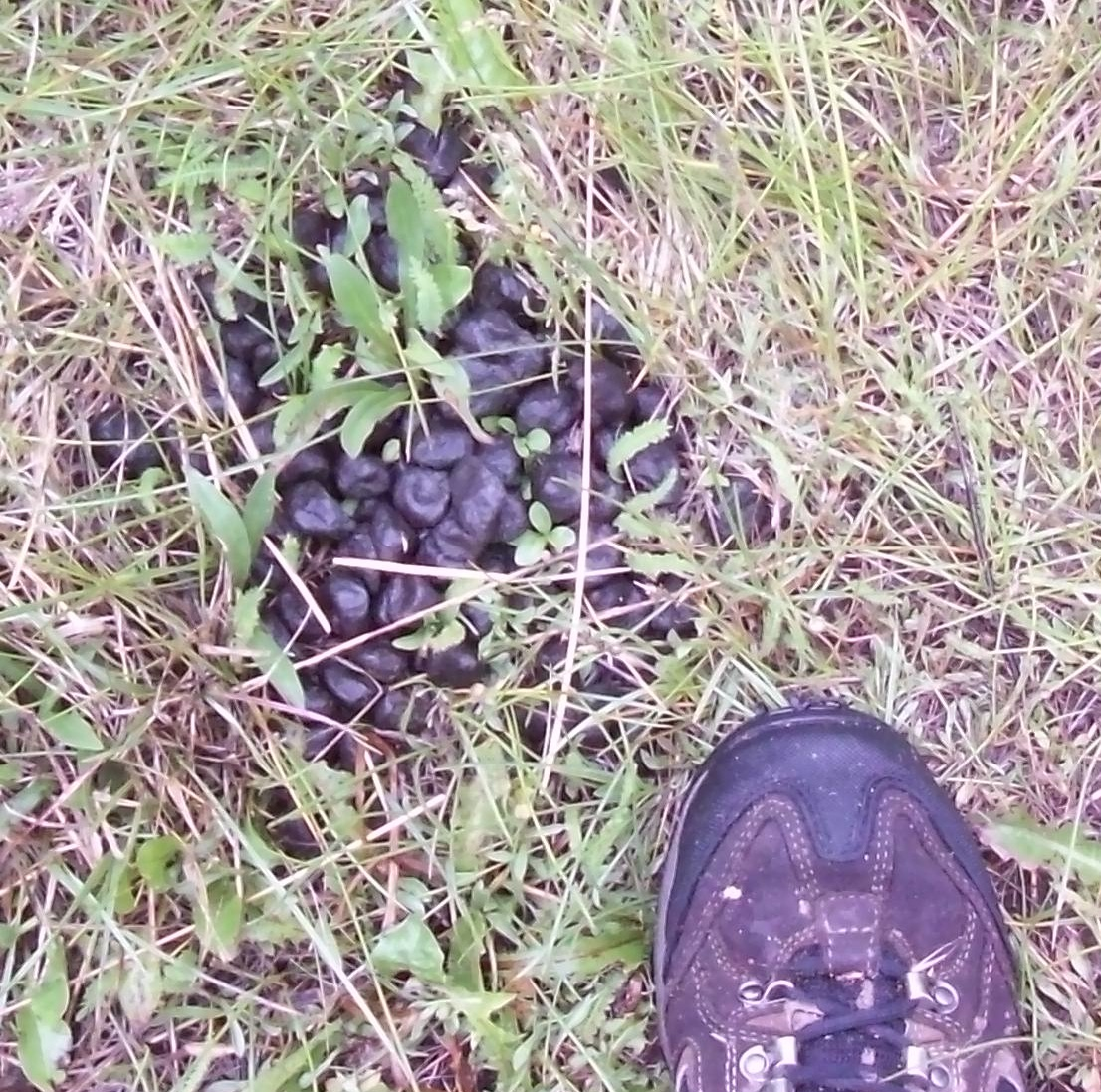
Fems de uapití

Els agents faunístics estudien els grups de fems de uapití per supervisar-ne les poblacions i l'ús de recursos.

### Salut

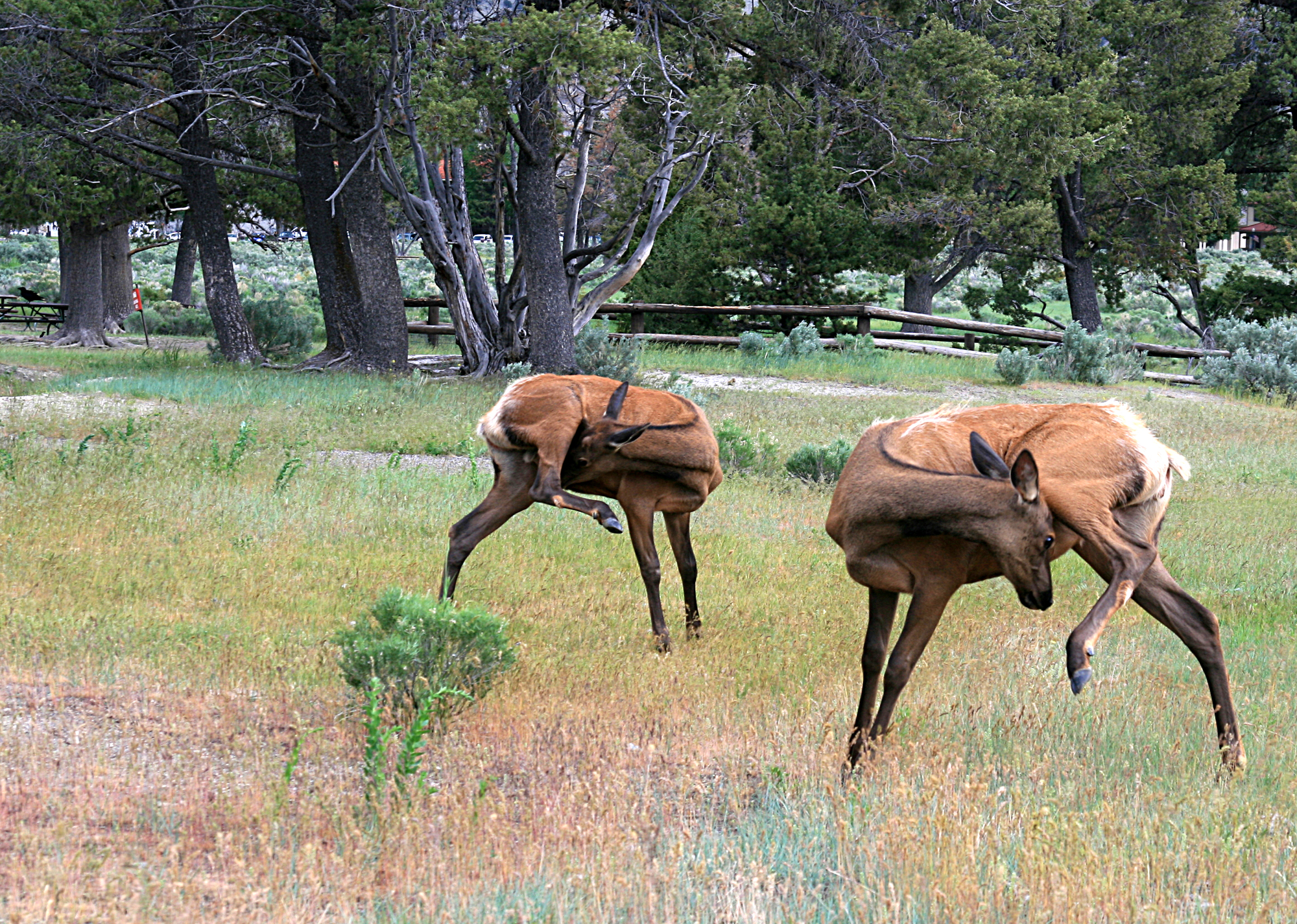
Uapitís al Parc Nacional de Yellowstone

S'han identificat almenys 53 espècies de protists i paràsits animals en els uapitís. Excepte en alguns casos, és rar que aquests paràsits causin una gran mortalitat entre els uapitís captius o en llibertat.
Parelaphostrongylus tenuis (el cuc cerebral o cuc meningi) és un nematode paràsit que afecta la medul·la espinal i el texit cerebral dels uapitís i altres espècies, causant-ne la mort. L'hoste definitiu és el cérvol de Virgínia, al qual no sol causar efectes perjudicials. En pasturar, els uapitís poden empassar-se sense voler cargols i llimacs, els hostes intermedis.
La malaltia d'emaciació crònica afecta el teixit cerebral dels uapitís i ha estat detectada arreu del seu àmbit de distribució a Nord-amèrica. Aquesta malaltia, identificada per primera vegada a la darreria de la dècada del 1960 en cérvols muls, ha afectat uapitís captius i en llibertat a diverses regions. Els uapitís malalts comencen a perdre pes, beuen més, es desorienten i esdevenen letàrgics, fins que en els seus estadis avançats la malaltia acaba causant la mort. La malaltia és similar, però no igual, a la malaltia de les vaques boges, i no es coneixen riscos pels humans ni pels bovins domèstics. El 2002, Corea del Sud prohibí la importació de vellut de banya de uapití a causa de la preocupació per la malaltia d'emaciació crònica.
La brucel·losi pot afectar uapitís del Gran Ecosistema de Yellowstone, l'únic lloc dels Estats Units on se sap que la malaltia encara existeix. La brucel·losi provoca infertilitat, avortaments i una menor producció de llet en els bovins domèstics. Es pot encomanar els humans com a febre undulant, causant símptomes semblants als de la grip que es poden perllongar durant anys. Tot i que els bisons tenen més probabilitats de transmetre la malaltia a altres animals, els uapitís han encomanat inadvertidament la brucel·losi a cavalls de Wyoming i bous d'Idaho. Els investigadors intenten erradicar aquesta malaltia mitjançant vacunes i mesures de gestió de ramats que s'espera que tinguin èxit.
Un estudi per necròpsia recent de uapitís captius de Pennsilvània atribuí la causa de la mort en 33 casos sobre 65 a paràsits gastrointestinals (21 casos, principalment Eimeria sp. i Ostertagia sp.) o infeccions bacterianes (12 casos, majoritàriament pneumònia).
Alguns paràsits, com ara Fascioloides magna i Dictyocaulus viviparus, són comuns en els uapitís, tot i que no solen tenir gaire importància clínica en aquesta espècie (però vegeu). Com que la infecció d'alguns animals de bestiar comercials per algun d'aquests paràsits sovint és mortal, la seva presència en ramats de uapitís ha causat preocupació.

## Aspectes culturals
Els uapitís han tingut un paper important en la història cultural de diversos pobles. Fa milers d'anys, els anasazi del sud-oest dels Estats Units gravaren pictogrames i petròglifs de uapitís a les parets dels penya-segats. Tribus ameríndies més recents, incloent-hi els kutenai, cree, peus negres, chippewa i pawnee, manufacturaven mantes i roba a partir de pells de uapití. El uapití era especialment important pels lakotes, on tenia un paper espiritual a la societat. Els nens lakota rebien una dent de uapití en néixer per donar-los una vida llarga, car veien la dent com l'última part que es podria d'un uapití mort. El uapití era vist com un animal de gran potència sexual i els homes lakota joves que havien somiat amb uapitís portaven una imatge de la representació mítica del uapití als «abrics de festeig» com a símbol de valor sexual. Els lakota creien que el uapití mític o espiritual, no el físic, era el mestre dels homes i l'encarnació de la força, la potència sexual i el coratge.
Hi ha petròglifs del Neolític a Àsia que mostren femelles de uapití; la interpretació és que representen el renaixement i el manteniment. El principi de l'edat del bronze veié una minva en el protagonisme del uapití a l'art rupestre que coincidí amb una transformació cultural que restà importància a la caça.
El uapití de les muntanyes Rocoses és l'animal estatal oficial de Utah. La bandera estatal de Michigan mostra un uapití i un ren.
El Benevolent and Protective Order of Elks (B.P.O.E.) prengué el nom del uapití perquè es considerà que tenia atributs que havien de ser cultivats pels membres de la fraternitat. Els fundadors de l'Orde veien el uapití com un animal característic d'Amèrica. La primera insígnia de l'Orde mostrava el cap majèstic d'un mascle amb les seves grans banyes, que encara és l'element principal de l'emblema registrat de la fraternitat. Una de les possessions preuades de molts dels seus membres són «dents» de uapití muntades en or i amb joies incrustades, que en realitat estan fetes d'ivori.

## Usos comercials

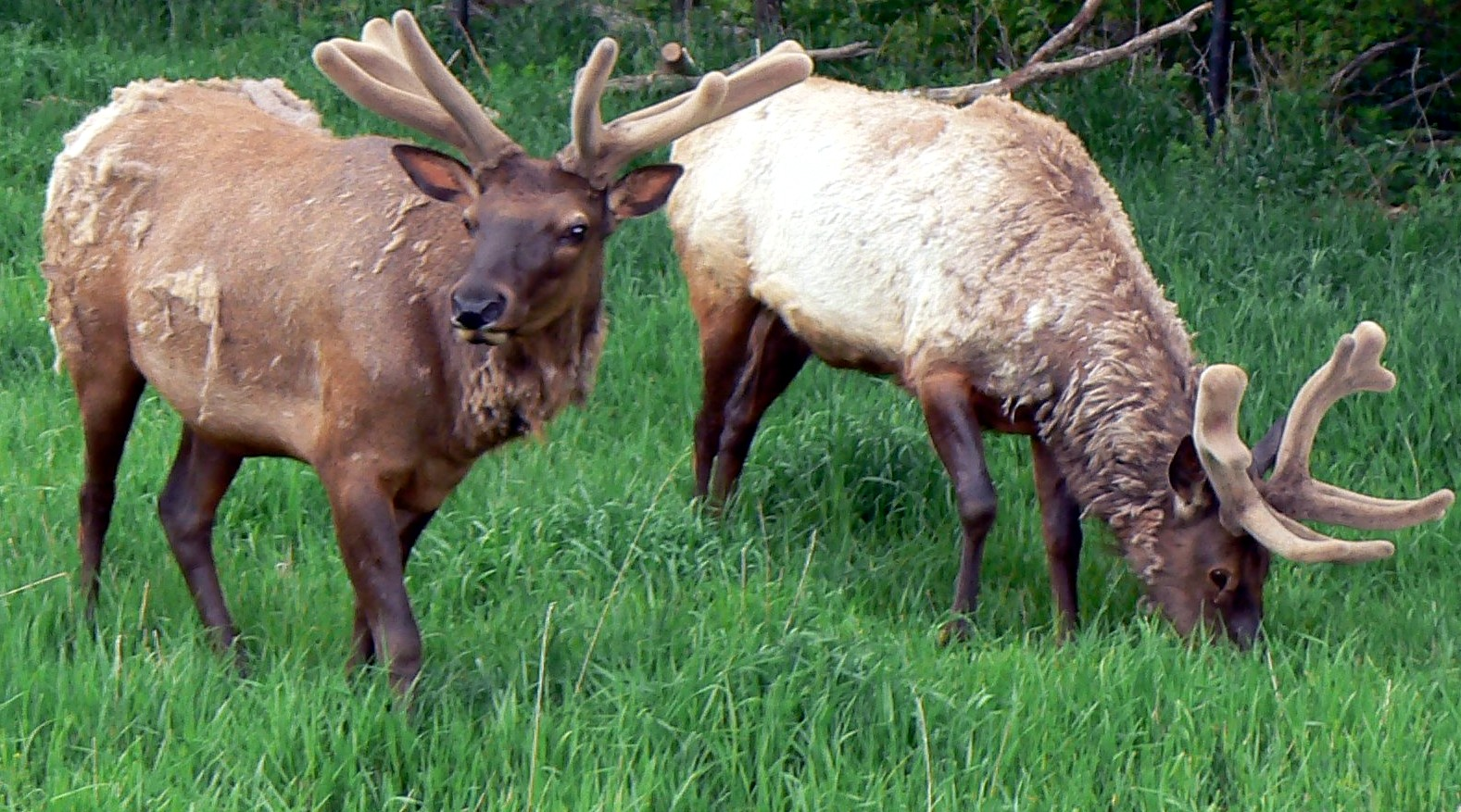
A la primavera, els mascles muden el pelatge d'hivern i tenen les banyes cobertes de vellut.

Tot i que l'Estudi Nacional del 2006 del Servei de Pesca i Fauna dels EUA no dona el detall de cada espècie de caça, el principal impacte econòmic dels uapitís és probablement la caça.
Els humans mantenen uapitís en captivitat o com a bestiar per caçar-los i obtenir-ne carn o vellut. Es dona el nom de «caça enllaunada» a una caça en què el caçador paga perquè se li garanteixi l'oportunitat d'abatre un uapití en una zona d'on no pugui fugir. No se'ls sol criar a gran escala per obtenir-ne carn. Tanmateix, hi ha restaurants que en serveixen carn com a especialitat i també es pot comprar en algunes botigues. El gust de la carn es troba a mig camí entre la carn de bou i la carn de cérvol. És més rica en proteïna i més pobra en greixos que el bou o el pollastre. La carn de uapití també és una bona font de ferro, fòsfor i zinc, però porta bastant colesterol.
Un mascle pot produir entre 10 i 11 kg de vellut a l'any. Hi ha ranxos als Estats Units, el Canadà i Nova Zelanda que recullen el vellut i el venen a mercats de l'Àsia Oriental, on es fa servir amb fins medicinals. Algunes cultures veuen el vellut com a afrodisíac. Tanmateix, el consum de vellut de uapitís nord-americans comporta riscos, car el vellut d'animals infectats amb la malaltia d'emaciació crònica pot contenir prions que poden causar la malaltia de Creutzfeldt-Jakob en els humans.
També es fan servir banyes per obres d'art, mobles i altres objectes similars. Igual que altres cèrvids, les subespècies asiàtiques han estat criades per les seves banyes a l'Àsia Oriental pels xinesos Han, els turquesos, els tungusos, els mongols i els coreans. Les granges de uapitís són relativament comunes a Nord-amèrica i Nova Zelanda.
S'ha fet servir la pell de uapití des de fa milers d'anys per cobrir tipis i per fer mantes, roba i calçat. Els usos actuals són més decoratius, tot i que les sabates, els guants i els cinturons de pell de uapití no són quelcom de rar.
Des del 1967, els Boy Scouts of America han ajudat els empleats del National Elk Refuge de Wyoming a recollir les banyes que cauen a l'hivern. Aquestes banyes són subhastades i la majoria dels beneficis es destinen al refugi. El 2006 se subhastaren 3.200 kg de banyes per un total de gairebé 76.000 dòlars estatunidencs. Es vengueren 980 kg per ser utilitzats localment per restaurar arcs decoratius de la Plaça de la Vila de Jackson.